# شهرک صنعتی فرامان
شهرک صنعتی فرامان یک منطقهٔ مسکونی در ایران است که در دهستان دورود فرامان واقع شده‌است. شهرک صنعتی فرامان ۹۴ نفر جمعیت دارد.